# Білафан
Білафан (кат. Vilafant) - муніципалітет, розташований в Автономній області Каталонія, в Іспанії. Знаходиться у районі (кумарці) Ал Ампурда провінції Жирона, згідно з новою адміністративною реформою перебуватиме у складі баґарії Жирона.

## Населення
Населення міста (у 2007 р.) становить 5.193 особи (з них менше 14 років - 17,3%, від 15 до 64 - 70,7%, понад 65 років - 12%). У 2006 р. народжуваність склала 51 особа, смертність - 26 осіб, зареєстровано 20 шлюбів. У 2001 р. активне населення становило 2.279 осіб, з них безробітних - 157 осіб.

Серед осіб, які проживали на території міста у 2001 р., 3.111 народилися в Каталонії (з них 2.530 осіб у тому самому районі, або кумарці), 1.060 осіб приїхало з інших областей Іспанії, а 132 особи приїхали з-за кордону. 

Університетську освіту має 9,4% усього населення. 

У 2001 р. нараховувалося 1.355 домогосподарств (з них 9,3% складалися з однієї особи, 22,9% з двох осіб,27,5% з 3 осіб, 27,7% з 4 осіб, 8,7% з 5 осіб, 2,7% з 6 осіб, 0,7% з 7 осіб, 0,2% з 8 осіб і 0,3% з 9 і більше осіб).

Активне населення міста у 2001 р. працювало у таких сферах діяльності : у сільському господарстві - 2,6%, у промисловості - 18,1%, на будівництві - 16,4% і у сфері обслуговування - 63%. 

 У муніципалітеті або у власному районі (кумарці) працює 854 особи, поза районом - 1.771 особа.

### Безробіття
У 2007 р. нараховувалося 114 безробітних (у 2006 р. - 115 безробітних), з них чоловіки становили 31,6%, а жінки - 68,4%.

## Економіка

### Підприємства міста

#### Промислові підприємства
| \| Промислові підприємства міста, за сферою діяльності \| Промислові підприємства міста, за сферою діяльності \| Промислові підприємства міста, за сферою діяльності \| \| Рік \| 2002 р. \| 2001 р. \| \| --------------------------------------------------- \| --------------------------------------------------- \| --------------------------------------------------- \| \| Енергетичні та водні ресурси \| 2,1% \| 2,1% \| \| Хімія та метали \| 4,3% \| 4,3% \| \| Переробка металів \| 61,7% \| 57,4% \| \| Продукти харчування \| 12,8% \| 14,9% \| \| Текстиль \| 2,1% \| 2,1% \| \| Виробництво меблів, видання \| 17% \| 19,1% \| \| Інше \| 0% \| 0% \| \| Усього підприємств \| 47 \| 47 \| |         |         |
| Промислові підприємства міста, за сферою діяльності |         |         |
| Рік | 2002 р. | 2001 р. |
| Енергетичні та водні ресурси | 2,1%    | 2,1%    |
| Хімія та метали | 4,3%    | 4,3%    |
| Переробка металів | 61,7%   | 57,4%   |
| Продукти харчування | 12,8%   | 14,9%   |
| Текстиль | 2,1%    | 2,1%    |
| Виробництво меблів, видання | 17%     | 19,1%   |
| Інше | 0%      | 0%      |
| Усього підприємств | 47      | 47      |

#### Роздрібна торгівля
| \| Підприємства роздрібної торгівлі міста, за сферою діяльності \| Підприємства роздрібної торгівлі міста, за сферою діяльності \| Підприємства роздрібної торгівлі міста, за сферою діяльності \| \| Рік \| 2002 р. \| 2001 р. \| \| ------------------------------------------------------------ \| ------------------------------------------------------------ \| ------------------------------------------------------------ \| \| Продукти харчування \| 42,2% \| 36,8% \| \| Одяг та взуття \| 15,6% \| 15,8% \| \| Товари для дому \| 2,2% \| 2,6% \| \| Книги та періодичні видання \| 2,2% \| 5,3% \| \| Промислова хімічна продукція \| 6,7% \| 7,9% \| \| Продукція, пов'язана з транспортними засобами \| 2,2% \| 2,6% \| \| Інше \| 28,9% \| 28,9% \| \| Усього підприємств \| 45 \| 38 \| |         |         |
| Підприємства роздрібної торгівлі міста, за сферою діяльності |         |         |
| Рік | 2002 р. | 2001 р. |
| Продукти харчування | 42,2%   | 36,8%   |
| Одяг та взуття | 15,6%   | 15,8%   |
| Товари для дому | 2,2%    | 2,6%    |
| Книги та періодичні видання | 2,2%    | 5,3%    |
| Промислова хімічна продукція | 6,7%    | 7,9%    |
| Продукція, пов'язана з транспортними засобами | 2,2%    | 2,6%    |
| Інше | 28,9%   | 28,9%   |
| Усього підприємств | 45      | 38      |

#### Сфера послуг
| \| Підприємства міста, що працюють у сфері послуг, за діяльністю \| Підприємства міста, що працюють у сфері послуг, за діяльністю \| Підприємства міста, що працюють у сфері послуг, за діяльністю \| \| Рік \| 2002 р. \| 2001 р. \| \| ------------------------------------------------------------- \| ------------------------------------------------------------- \| ------------------------------------------------------------- \| \| Гуртова торгівля \| 16% \| 18,1% \| \| Готелі та готельний бізнес \| 16% \| 12,4% \| \| Транспорт та зв'язок \| 26,4% \| 25,7% \| \| Посередницькі фінансові послуги \| 0% \| 1% \| \| Послуги підприємствам \| 3,8% \| 2,9% \| \| Послуги фізичним особам \| 22,6% \| 21,9% \| \| Нерухомість та ін. \| 15,1% \| 18,1% \| \| Усього підприємств \| 106 \| 105 \| |         |         |
| Підприємства міста, що працюють у сфері послуг, за діяльністю |         |         |
| Рік | 2002 р. | 2001 р. |
| Гуртова торгівля | 16%     | 18,1%   |
| Готелі та готельний бізнес | 16%     | 12,4%   |
| Транспорт та зв'язок | 26,4%   | 25,7%   |
| Посередницькі фінансові послуги | 0%      | 1%      |
| Послуги підприємствам | 3,8%    | 2,9%    |
| Послуги фізичним особам | 22,6%   | 21,9%   |
| Нерухомість та ін. | 15,1%   | 18,1%   |
| Усього підприємств | 106     | 105     |

## Житловий фонд
У 2001 р. 1,2% усіх родин (домогосподарств) мали житло метражем до 59 м², 13,8% - від 60 до 89 м², 50,8% - від 90 до 119 м² і
34,2% - понад 120 м².

З усіх будівель у 2001 р. 46,8% було одноповерховими, 51,2% - двоповерховими, 1,8
% - триповерховими, 0,1% - чотириповерховими, 0% - п'ятиповерховими, 0% - шестиповерховими,
0% - семиповерховими, 0% - з вісьмома та більше поверхами.

## Автопарк
| \| Автомобілі, зареєстровані у місті, за призначенням \| Автомобілі, зареєстровані у місті, за призначенням \| Автомобілі, зареєстровані у місті, за призначенням \| \| Рік \| 2006 р. \| 2005 р. \| \| -------------------------------------------------- \| -------------------------------------------------- \| -------------------------------------------------- \| \| Приватні автомобілі \| 63,4% \| 65,2% \| \| Мотоцикли \| 10% \| 9% \| \| Вантажівки \| 21,1% \| 20,6% \| \| Трактори \| 1,5% \| 1,6% \| \| Автобуси та ін. \| 4% \| 3,6% \| \| Усього автомобілів \| 4.389 шт. \| 4.146 шт. \| |           |           |
| Автомобілі, зареєстровані у місті, за призначенням |           |           |
| Рік | 2006 р.   | 2005 р.   |
| Приватні автомобілі | 63,4%     | 65,2%     |
| Мотоцикли | 10%       | 9%        |
| Вантажівки | 21,1%     | 20,6%     |
| Трактори | 1,5%      | 1,6%      |
| Автобуси та ін. | 4%        | 3,6%      |
| Усього автомобілів | 4.389 шт. | 4.146 шт. |

## Вживання каталанської мови
У 2001 р. каталанську мову у місті розуміли 97,8% усього населення (у 1996 р. - 97,3%), вміли говорити нею 86,6% (у 1996 р. - 
85,1%), вміли читати 83,2% (у 1996 р. - 80,3%), вміли писати 57,8
% (у 1996 р. - 52,2%). Не розуміли каталанської мови 2,2%.

## Політичні уподобання
У виборах до Парламенту Каталонії у 2006 р. взяло участь 2.122 особи (у 2003 р. - 2.256 осіб). Голоси за політичні сили розподілилися таким чином:
| \| Вибори до Парламенту Каталонії \| Вибори до Парламенту Каталонії \| Вибори до Парламенту Каталонії \| \| Рік \| 2006 р. \| 2003 р. \| \| -------------------------------------- \| ------------------------------ \| ------------------------------ \| \| Конвергенція та Єднання (CiU) \| 34,9% \| 33,9% \| \| Соціалістична партія Каталонії (PSC) \| 25,5% \| 27,9% \| \| Народна партія (PP) \| 11,5% \| 13,3% \| \| Ініціатива за зелену Каталонію (IC) \| 6,4% \| 3,9% \| \| Республіканська лівиця Каталонії (ERC) \| 17,2% \| 19,5% \| \| Громадянська партія (C's) \| 1,5% \| 0% \| \| Інші \| 3,1% \| 1,6% \| |         |         |
| Вибори до Парламенту Каталонії |         |         |
| Рік | 2006 р. | 2003 р. |
| Конвергенція та Єднання (CiU) | 34,9%   | 33,9%   |
| Соціалістична партія Каталонії (PSC) | 25,5%   | 27,9%   |
| Народна партія (PP) | 11,5%   | 13,3%   |
| Ініціатива за зелену Каталонію (IC) | 6,4%    | 3,9%    |
| Республіканська лівиця Каталонії (ERC) | 17,2%   | 19,5%   |
| Громадянська партія (C's) | 1,5%    | 0%      |
| Інші | 3,1%    | 1,6%    |

У муніципальних виборах у 2007 р. взяло участь 2.327 осіб (у 2003 р. - 2.324 особи). Голоси за політичні сили розподілилися таким чином:
| \| Муніципальні вибори \| Муніципальні вибори \| Муніципальні вибори \| \| Рік \| 2007 р. \| 2003 р. \| \| -------------------------------------- \| ------------------- \| ------------------- \| \| Конвергенція та Єднання (CiU) \| 40,4% \| 40,5% \| \| Соціалістична партія Каталонії (PSC) \| 34,3% \| 20,1% \| \| Народна партія (PP) \| 8,3% \| 7,3% \| \| Ініціатива за зелену Каталонію (IC) \| 0% \| 0% \| \| Республіканська лівиця Каталонії (ERC) \| 17% \| 9,2% \| \| Громадянська партія (C's) \| 0% \| 0% \| \| Інші \| 0% \| 22,9% \| |         |         |
| Муніципальні вибори |         |         |
| Рік | 2007 р. | 2003 р. |
| Конвергенція та Єднання (CiU) | 40,4%   | 40,5%   |
| Соціалістична партія Каталонії (PSC) | 34,3%   | 20,1%   |
| Народна партія (PP) | 8,3%    | 7,3%    |
| Ініціатива за зелену Каталонію (IC) | 0%      | 0%      |
| Республіканська лівиця Каталонії (ERC) | 17%     | 9,2%    |
| Громадянська партія (C's) | 0%      | 0%      |
| Інші | 0%      | 22,9%   |